# Nikolaj Ivanovič Depreradovič
Nikolaj Ivanovič Depreradovič (rusko Николай Иванович Депрера́дович), ruski general srbskega rodu, * 1767, † 1843.
Bil je eden izmed pomembnejših generalov, ki so se borili med Napoleonovo invazijo na Rusijo; posledično je bil njegov portret dodan v Vojaško galerijo Zimskega dvorca.

## Življenje
Sodeloval je v zadnjih vojnah Katarine II. proti Turkom in Poljakom ter v zaroti proti carju Pavlu I. Leta 1803 je bil povišan v generalmajorja in imenovan za poveljnika Konjeniškega gardnega polka, s katerim se je udeležil vseh vojn proti Napoleonu.
Leta 1810 je postal poveljnik še 1. kirasirske divizije.